# Bahnstrecke Devínske Jazero–Stupava
| Kursbuchstrecke (ZSSK): | 36 h (1979)          |                                 |                                 |
| Streckenlänge: | 6,466 km             |                                 |                                 |
| Spurweite: | 1435 mm (Normalspur) |                                 |                                 |
| |                      |                                 |                                 |
| \| \| \| von Devínska Nová Ves \| \| \| \| 0,000 \| Devínske Jazero früher Devénytó \| Devínske Jazero früher Devénytó \| \| \| \| nach Skalica na Slovensku \| \| \| \| \| Stupava zastávka \| \| \| \| \| Diaľnica D2 \| \| \| \| 6,466 \| Stupava früher Stomfa-Mászt \| Stupava früher Stomfa-Mászt \| |                      |                                 |                                 |
| Strecke |                      | von Devínska Nová Ves           | von Devínska Nová Ves           |
| Haltepunkt / Haltestelle | 0,000                | Devínske Jazero früher Devénytó | Devínske Jazero früher Devénytó |
| Abzweig ehemals geradeaus und nach links |                      | nach Skalica na Slovensku       | nach Skalica na Slovensku       |
| Haltepunkt / Haltestelle (Strecke außer Betrieb) |                      | Stupava zastávka                | Stupava zastávka                |
| Strecke mit Straßenbrücke (Strecke außer Betrieb) |                      | Diaľnica D2                     | Diaľnica D2                     |
| Kopfbahnhof Streckenende (Strecke außer Betrieb) | 6,466                | Stupava früher Stomfa-Mászt     | Stupava früher Stomfa-Mászt     |

Die Bahnstrecke Devínske Jazero–Stupava war eine regionale Eisenbahnverbindung in der Slowakei. Sie zweigte in Devínske Jazero von der Bahnstrecke Devínska Nová Ves–Skalica na Slovensku ab und führte nach Stupava.

## Geschichte
Die Strecke wurde am 24. November 1901 durch die Königlich Ungarischen Staatsbahnen (MÁV) eröffnet. Der Sommerfahrplan von 1912 wies vier gemischte Zugpaare in Richtung Stomfa-Mászt (Stupava) und drei in der Gegenrichtung aus. Sie benötigten benötigten für die sechs Kilometer lange Strecke 20 Minuten.
Nach dem Zerfall Österreich-Ungarns im Oktober 1918 und der Gründung des neuen Staates Tschechoslowakei ging die Strecke an die neu gegründeten Tschechoslowakischen Staatsbahnen (ČSD) über. Die ungarischen Betriebsstellennamen wurden in der Folge durch slowakische ersetzt.  
Den dichtesten Fahrplan ihrer Geschichte hatte die Lokalbahn nach dem Zweiten Weltkrieg. Im Fahrplan 1949 waren werktags insgesamt neun Personenzugpaare verzeichnet, sonntags sechs. Ab den 1950er Jahren verkehrten täglich sechs Personenzugpaare, die nunmehr als Motorzug geführt waren. Diese Fahrplanstruktur blieb bis in die 1970er Jahre erhalten.
Am 27. Mai 1979 wurde der Personenverkehr eingestellt. Fortan diente die Strecke nur noch dem Güterverkehr.
Am 1. Januar 1993 ging die Strecke in Folge der Dismembration der Tschechoslowakei an die neu gegründeten Železnice Slovenskej republiky (ŽSR) über. Am 25. März 2008 wurde sie stillgelegt und im Jahr 2012 abgebaut.